# Dolná Súča
Dolná Súča (allemand : Untersutsch, hongrois : Alsószúcs) est un village de Slovaquie situé dans la région de Trenčín.

## Histoire
La première mention écrite du village date de 1208.

## Démographie

### Évolution de la population
| Année:               | 1994. | 2004.   | 2014.   | 2024. |
| -------------------- | ----- | ------- | ------- | ----- |
| Nombre de personnes: | 2774  | 2917    | 3050    | 3050  |
| Différence:          |       | +5,15 % | +4,55 % | +0 %  |

| Année:               | 2023. | 2024.   |
| -------------------- | ----- | ------- |
| Nombre de personnes: | 3056  | 3050    |
| Différence:          |       | -0,19 % |